# Nikolaus Meyer (Schriftsteller)

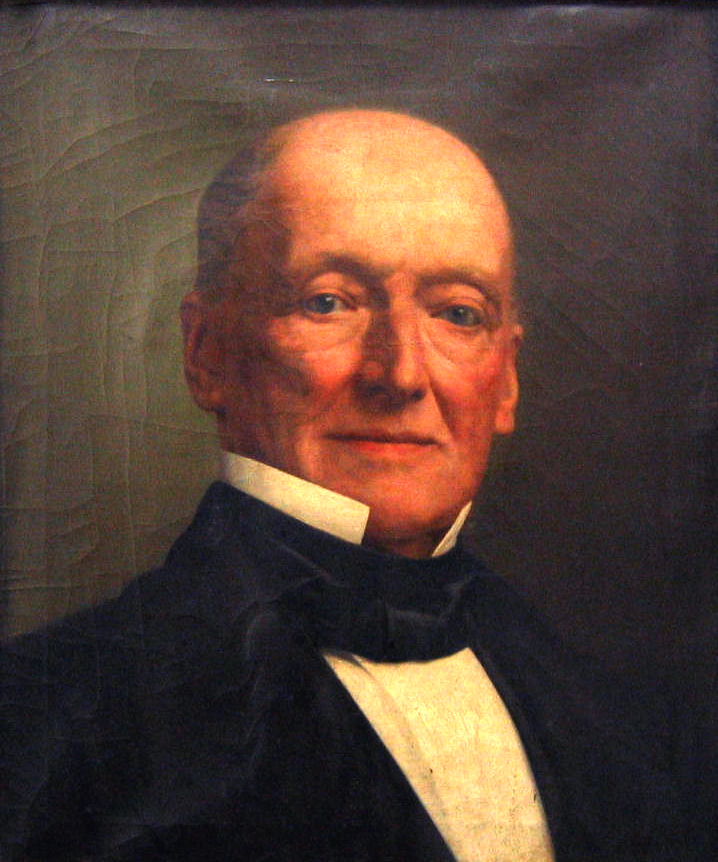
Nikolaus Meyer, Porträt von Friedrich Wilhelm Graupenstein, Öl auf Leinwand (zwischen 1851 und 1853), Klassik Stiftung Weimar

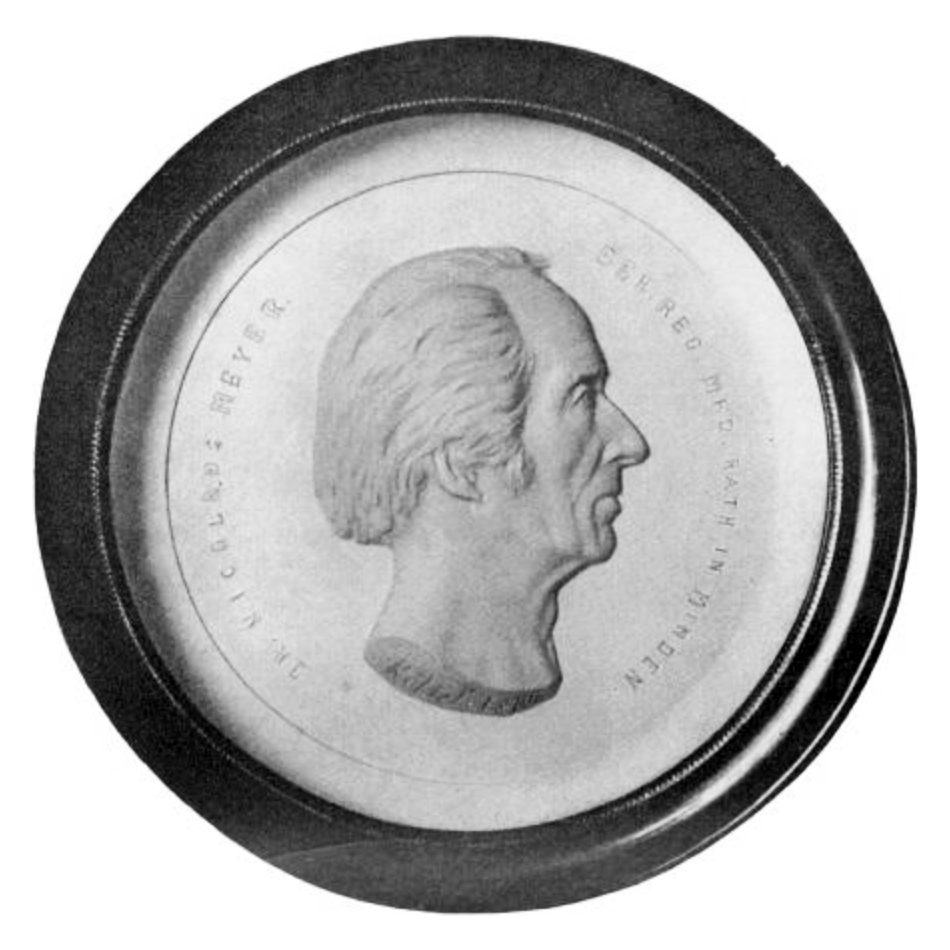
Nikolaus Meyer (um 1854)

Nikolaus Meyer (auch Nicolaus Meyer und Nicolaus Meier; * 29. Dezember 1775 in Bremen; † 24. Februar 1855 in Minden) war ein deutscher Arzt und Schriftsteller.

## Leben
Nikolaus Meyer wurde als sechstes Kind des Bremer Ratsherrn und Juraprofessors am Gymnasium illustre Heinrich Hermann Meyer und dessen Frau Sophia Catharina Mindemann in Bremen geboren. Sein Großvater war der Bremer Bürgermeister Volkhard Mindemann. Seit 1772 lebte die Familie auf Gut Wolfskuhle in Kattenturm. Nach Privatunterricht bei Friedrich Adolf Krummacher besuchte Nikolaus Meyer zunächst das Gymnasium in Bremen und später das Pädagogium Halle.
1793 begann er in Halle ein Medizinstudium, das er später in Kiel und Jena fortsetzte, wo er 1800 mit der Schrift Prodromus anatomiae murium zum Dr. med. promoviert wurde. In Weimar machte er Bekanntschaft mit Johann Wolfgang von Goethe und lebte 1799/1800 zeitweise in dessen Haus. Daraus entwickelte sich eine Freundschaft mit der Familie Goethe und in der Folge ein umfangreicher Briefwechsel mit Goethe selbst, Christiane Vulpius und deren Sohn August.
Zwischen 1801 und 1802 ließ sich Meyer als Arzt und Geburtshelfer in Bremen nieder und eröffnete eine Praxis im Hause seiner Mutter in der Straße „Vor dem Ansgaritor“. 1803 wurde er zudem Badearzt in Lilienthal bei Bremen. Im Jahr 1806 heiratete er Sophia Doris Elisabeth Meyer. Die Familie hatte acht Kinder, von denen zu Lebzeiten Nicolaus Meyers fünf verstarben.
1809 plante er zunächst, nach Weimar umzuziehen – wo er vom Großherzog zum Hofrat ernannt wurde –, zog dann jedoch (aus unbekannten Gründen) nach Minden, wo er 1816 „Stadt- und Landesphysikus“ wurde und 1817 Herausgeber des Mindener Sonntagsblatts, das er bis 1853 leitete. Gemeinsam mit Leopold von Hohenhausen gründete er die „Westphälische Gesellschaft für die Cultur und das Wohl des Vaterlandes“ (später „Westphälische Gesellschaft zur Beförderung vaterländischer Cultur“), die die „Westphälischen Provinzialblätter“ publizierte. Unter seiner Leitung wurde für diese Gesellschaft eine bedeutende Sammlung von Kunstwerken und historischen Objekten, ein Naturalienkabinett und eine Bibliothek aufgebaut. Darüber hinaus übersetzte er medizinische Texte aus dem Französischen und veröffentlichte medizinische Aufsätze in verschiedenen Journalen.
1854 trat Meyer mit dem Titel eines Geheimen Regierungs- und Medizinalrats in den Ruhestand. Er verstarb am 24. Februar 1855 in Minden und wurde in Hausberge beerdigt.

## Werke (Auswahl)
- Tiefurth. Eine Phantasie. Jena 1801.
- Kalloterpe. Ein polemisches Drama. Bremen 1804 (mit Illustrationen von Ludwig Rullmann).
- Blüthen. 2. Teile in 2 Bänden. 1. Tl.: Momente. Briefe aus Viktors Nachlas. 2. Tl.: Gedichte. Heyse, Bremen 1804.
- Schillers Todtenfeier. Auf dem Theater zu Bremen. Bremen 1806.
- Neueste Schwänke und Erzählungen von N. Langbein. Herausgegeben von einem Buchhändler. Bremen 1810/1822.
- Hennink der Hahn, frei übersetzt nach dem altdeutschen Originale, Bremen 1814 bei Johann Georg Heyse.
- Gedichte, Bremen 1814.

## Ehrungen
- Nikolaus Meyer wurde Ehrenbürger der Stadt Minden.